# Aurora Abásolo
Aurora Abasolo Díaz (Durango, Vizcaya, 1894-1971) fue una soprano duranguesa formada en Argentina. Ofreció numerosos conciertos en Europa y América. Era considerada por la crítica como una gran soprano ligera, de voz bien modulada y flexible y poseedora de una técnica depurada. Residió entre Durango y París. Dedicó sus últimos años a la docencia en Durango. Desde 2017 el parque de la Escuela de Música y Conservatorio lleva su nombre a propuesta de la asociación feminista Andereak en el Consejo de Igualdad.

## Biografía
Su familia se trasladó a Buenos Aires cuando era niña donde estudió piano y canto. Realizó su debut en 1915 a los 21 años, en Italia, actuando en Brescia, Chiari y en Orzinuovi. Dos años después fue contratada por el Teatro Comunale de Corfú (Grecia) junto al tenor bilbaíno Dugen Eguileor, con el que interpretó Rigoletto. En noviembre de ese mismo año formó parte de una compañía contratada por aficionados bilbaínos para hacer una temporada en el Coliseo Albia de Bilbao. La inauguró con Rigoletto y, en diciembre, interpretó el personaje de Micaela en Carmen y cantando por primera vez la ópera Lakmé con el tenor francés Edmond Clement.
En enero de 1918 cantó en el teatro Tavira de Durango las Variaciones de Proch, que volvería a interpretar en Bilbao en concierto organizado por la Juventud Vasca a favor del barítono Cástor Ibarra, además de fragmentos de I Puritani y de La Flauta Mágica. En mayo de ese mismo año formó parte de la compañía que actuó en el Teatro Coliseu de Lisboa en la temporada de ópera de la primavera, donde interpretó obras de Verdi, Puccini y Bizet. Posteriormente cantó nuevamente con el famoso tenor italiano Tito Schipa en el Teatro Victoria Eugenia de San Sebastián, con ocasión de la Quincena Musical de San Sebastián, debutando en El Barbero de Sevilla.
En 1919 se trasladó con la compañía de Schipa al Teatro San Fernando de Sevilla y, meses después, interpretó Rigoletto en el teatro Trueba de Bilbao. También participó en el recital-homenaje que los artistas de la compañía ofrecieron a Castor Ibarra, ‘Cocherito de Bilbao’, el 1 de septiembre.
En junio de 1920 se trasladó a París con una beca de la Diputación con el objetivo de perfeccionar sus estudios. Un año después regresó a Argentina para actuar en el Teatro Colón de Buenos Aires. La compañía estaba formada, entre otros intérpretes, por la soprano catalana Maria Barrientos quien fue reconocida por la crítica en Argentina como heredera de su arte. El 24 de julio de 1921 cantó en el coliseo de Buenos Aires Un Ballo in Maschera de Verdi, junto al gran tenor italiano, Giovanni Martinelli.
Su siguiente cita artística fue en Milán inicio de una gira por Italia y por varias ciudades europeas entre ellas París donde ofreció más de 20 recitales. Europa no le hizo olvidar sin embargo el compromiso con su público en Buenos Aires donde regresó en 1923.
En 1924 de nuevo España actuó en el teatro Amaya de Zumaia acompañada de Vicente Arregi al piano.
Al retirarse de la escena, siguió dando recitales en París donde residía habitualmente. De regreso a Durango, se dedicó a la formación como profesora de canto, contando con numerosos discípulos. También colaboró con conciertos benéficos, entre ellos en 1945 en un concierto benéfico en el Teatro Arriaga y en abril de 1954 en los "Conciertos Juventud" que organizó la Filarmónica para ayudar a jóvenes valores.

## Reconocimiento póstumo
Desde junio de 2017 el Parque de la Escuela de Música y Conservatorio Bartolome Ertzilla cambió el nombre a Parque de la Escuela de Música y Conservatorio Aurora Abásolo  de Durango tras una decisión del Ayuntamiento de Durango a propuesta de la asociación feminista Andereak en el Consejo de Igualdad con el objetivo de visibilizar a las mujeres de la localidad y sus aportaciones en los espacios públicos. Culminó así un proceso iniciado por el Consejo de Igualdad para equiparar el número de calles, parques, plazas y edificios dedicados a mujeres y hombres de Durango iniciando un proceso para elaborar una lista de mujeres que hubieran realizado aportaciones a la historia y la cultura de Durango. También se ha incorporado el nombre de Bixenta Mogel y la antifascista durangarra Benita Uribarrena.